# Häädemeeste (plaats)
Häädemeeste (Duits: Gudmannsbach) is een plaats in de Estlandse gemeente Häädemeeste, provincie Pärnumaa. De plaats heeft de status van vlek (Estisch: alevik). Tot in 2017 was Häädemeeste de hoofdplaats van de gemeente. In dat jaar werd de gemeente Tahkuranna bij Häädemeeste gevoegd. Vanaf dat moment was Uulu de hoofdplaats.

## Bevolking
De ontwikkeling van het aantal inwoners blijkt uit het volgende staatje:
| Jaar            | 2000 | 2010 | 2011 | 2017 | 2019 | 2020 | 2021 |
| --------------- | ---- | ---- | ---- | ---- | ---- | ---- | ---- |
| Aantal inwoners | 916  | 790  | 692  | 638  | 585  | 552  | 589  |

## Ligging
Häädemeeste ligt aan de Golf van Riga, ongeveer 40 km ten zuiden van Pärnu. De rivier Häädemeeste komt bij Häädemeeste in de zee uit. De Põhimaantee 4, de hoofdweg van Tallinn via Pärnu naar de grens met Letland, komt langs Häädemeeste.
De plaats heeft al sinds de zestiende eeuw een haven, die vooral gebruikt wordt door vissers.
Häädemeeste heeft twee kerken, de lutherse Sint-Michaelskerk (Häädemeeste Mihkli kirik), gebouwd in 1874, en de oosters-orthodoxe Kerk van de Transfiguratie van de Heer (Häädemeeste Issanda Muutmise kirik), gebouwd in 1872. De orthodoxe kerk valt onder de Estische Apostolisch-Orthodoxe Kerk.
Het plaatselijke museum (Häädemeeste Muuseum) biedt een overzicht van de geschiedenis van de streek. Het is gesticht in 1991 en was tot in 2022 gevestigd in een voormalig schoolgebouw. Sinds 2022 zit het in het vroegere gemeentehuis.
In de buurt van de plaats ligt een meer dan 600 meter diepe bron waaruit mineraalwater wordt gewonnen. Het wordt verkocht onder de naam Häädemeeste vesi.

## Geschiedenis
De Duitse naam Gudmannsbach is afgeleid van het Nederduitse Guedenn mans becke (‘Haven van de goede (of adellijke) mannen’). Ook de Estische naam hangt mogelijk hiermee samen (Heade meeste betekent ‘van de goede mannen’), maar er zijn ook andere theorieën in omloop. Bij de haven ontstond al in de 16e eeuw een nederzetting. In de 17e eeuw stond deze bekend als Edemest Byy of Edemest Kylla. Andere varianten op de naam waren Gudemannsbecke (1530), Gudemanns Beke (1624) en Godemansbekh (1638). Vanaf 1624 was er sprake van een landgoed Gudmannsbach of Ædemeste. Het behoorde toen toe aan de burgemeester van Pärnu, Arend Eckhoff. In 1682 werd het genationaliseerd en omgezet in een kroondomein.
In de jaren zestig van de 19e eeuw werd bij de haven een scheepswerf gebouwd. Häädemeeste was gedurende enkele decennia een belangrijk centrum voor de scheepsbouw. Bekende schepen die hier gebouwd zijn, waren de Markus en de Julie. Rond 1920 verdween de scheepsbouwindustrie weer. Sindsdien is de haven van Häädemeeste vooral in gebruik als vissershaven.
Häädemeeste had al in de middeleeuwen een kleine kerk. Tot in de 19e eeuw was ze een bijkerk van de parochie van Saara (Saarde), daarna korte tijd van de parochie van Torgel (Tori). In 1862 kreeg Häädemeeste een eigen parochie, die de landgoederen Gudmannsbach, Orrenhof (Orajõe) en Tackerort (Tahkuranna) bediende. In 1874 werd de huidige kerk gebouwd.
De plaats kreeg in 1930 de status van alevik (vlek), in 1945 de status van küla (dorp) en in 1977 opnieuw de status van alevik.

## Foto's

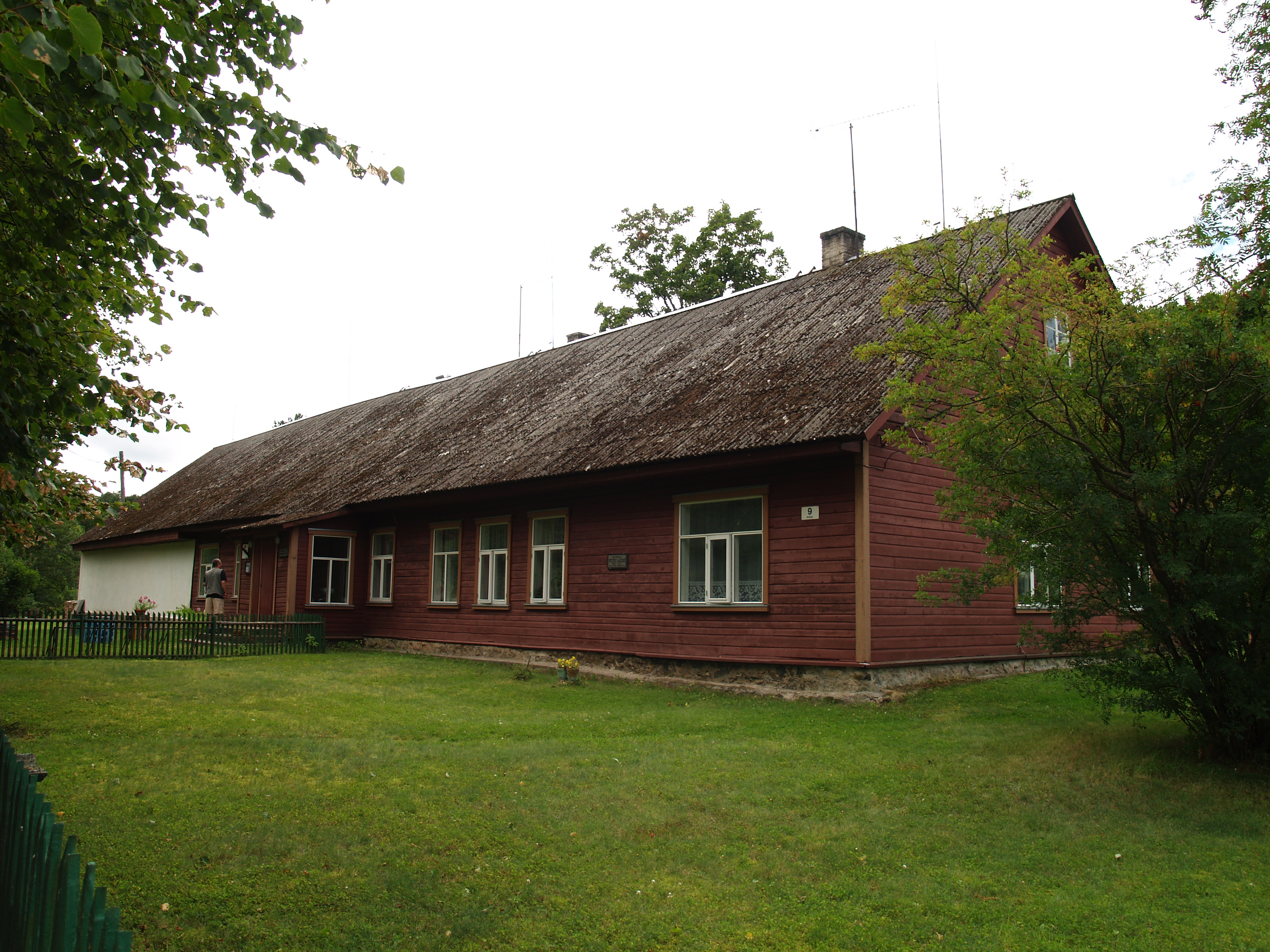
Het voormalige onderkomen van het museum
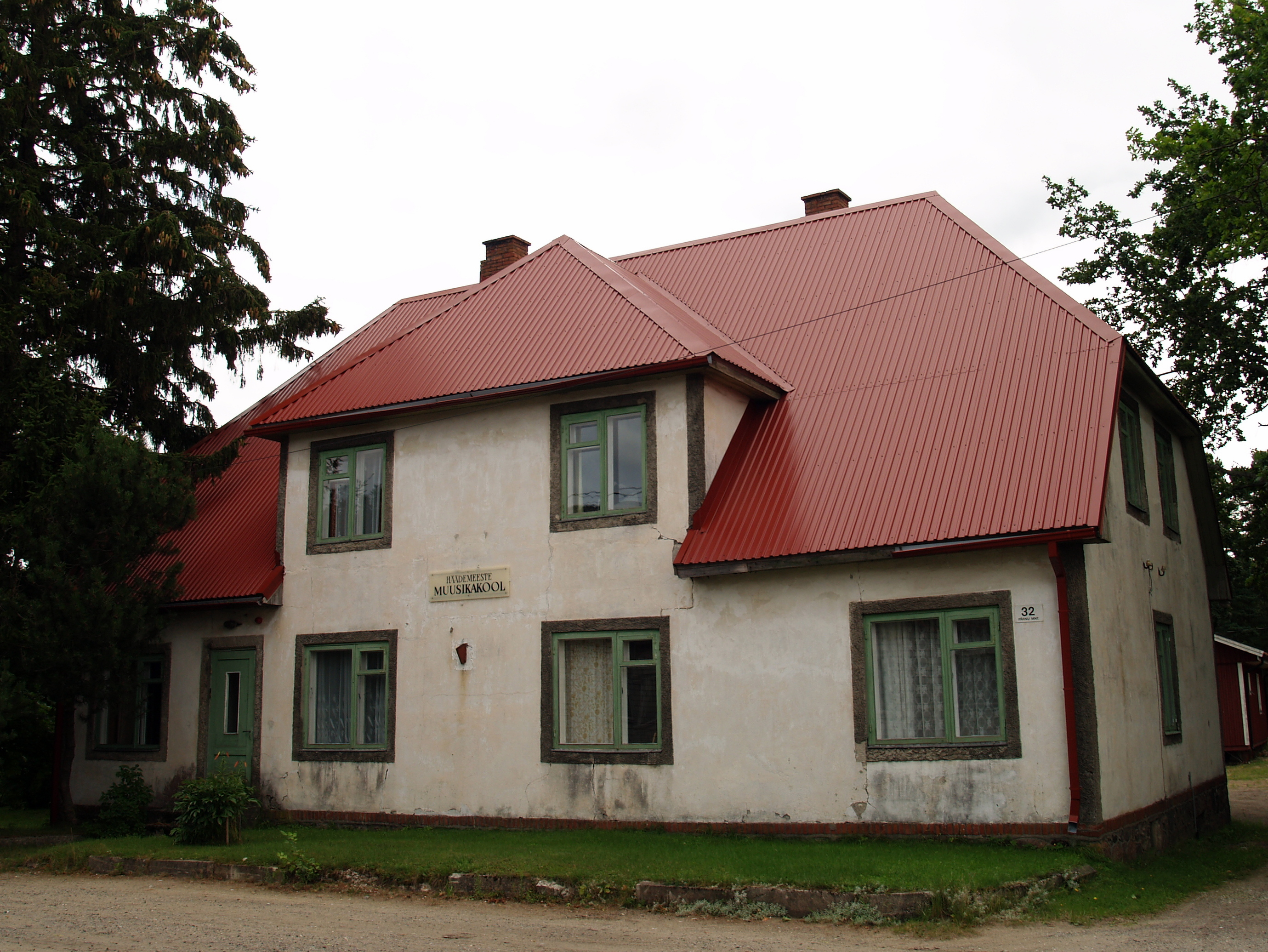
Muziekschool
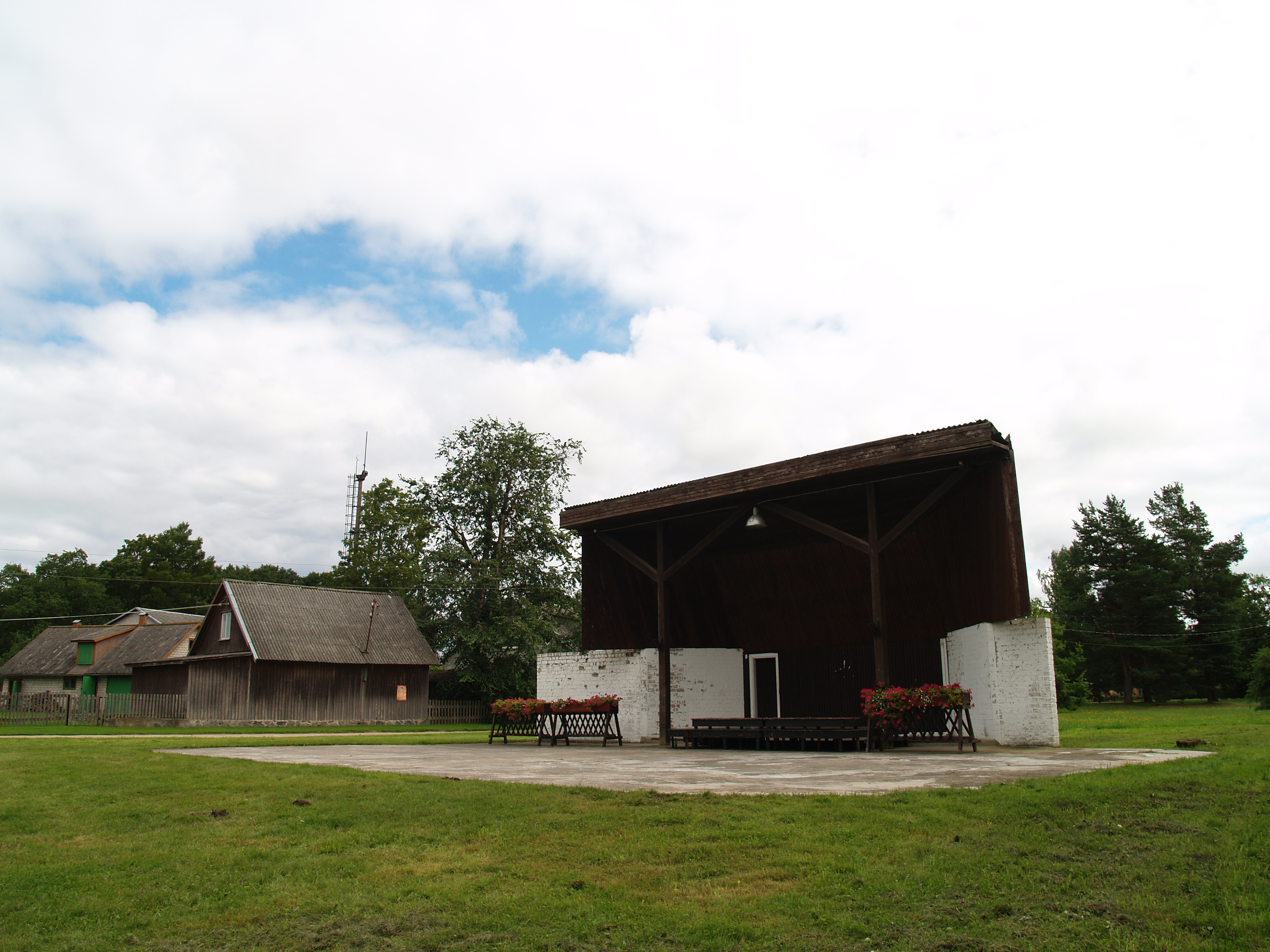
Zangstadion
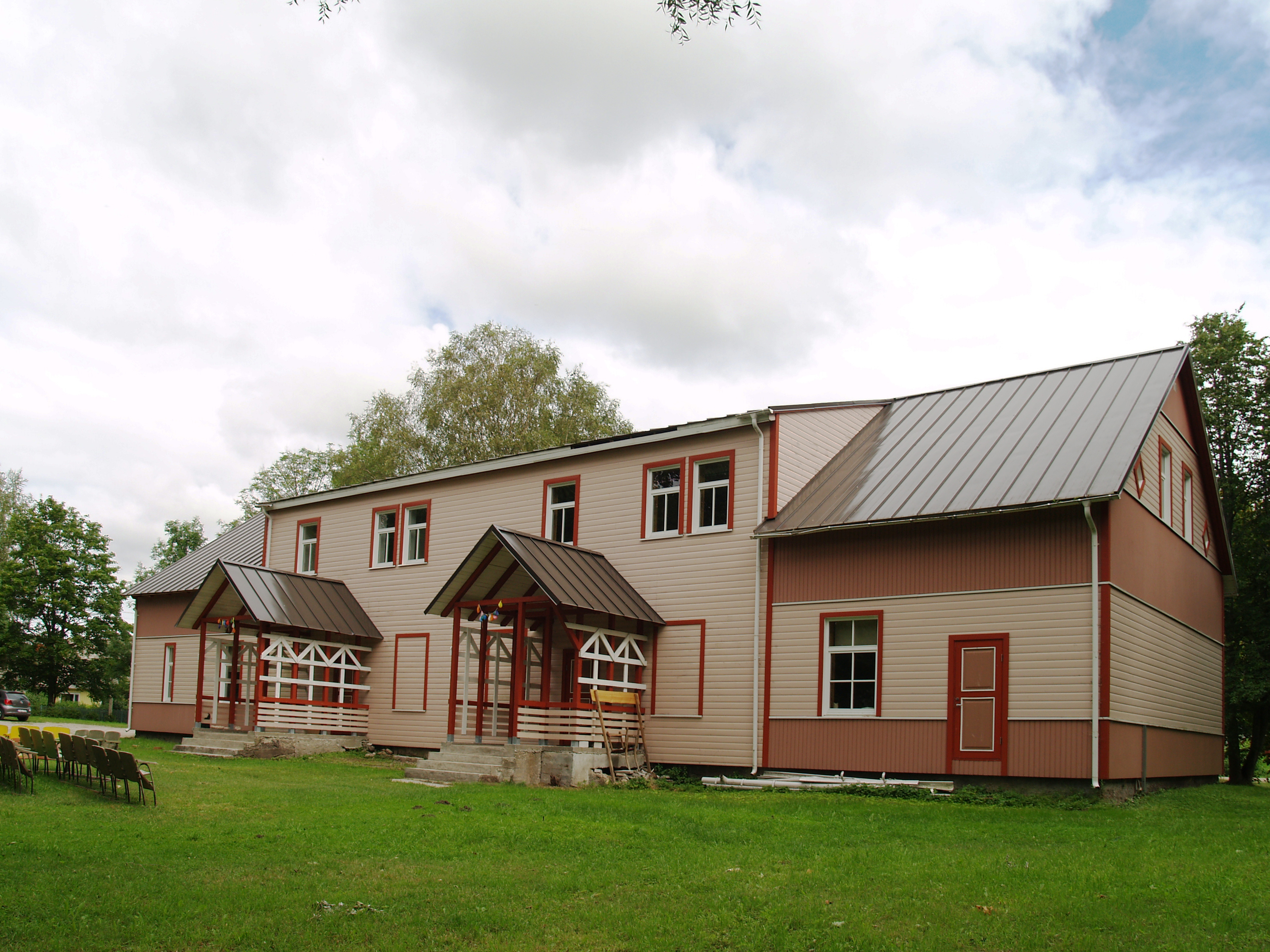
Gemeenschapshuis
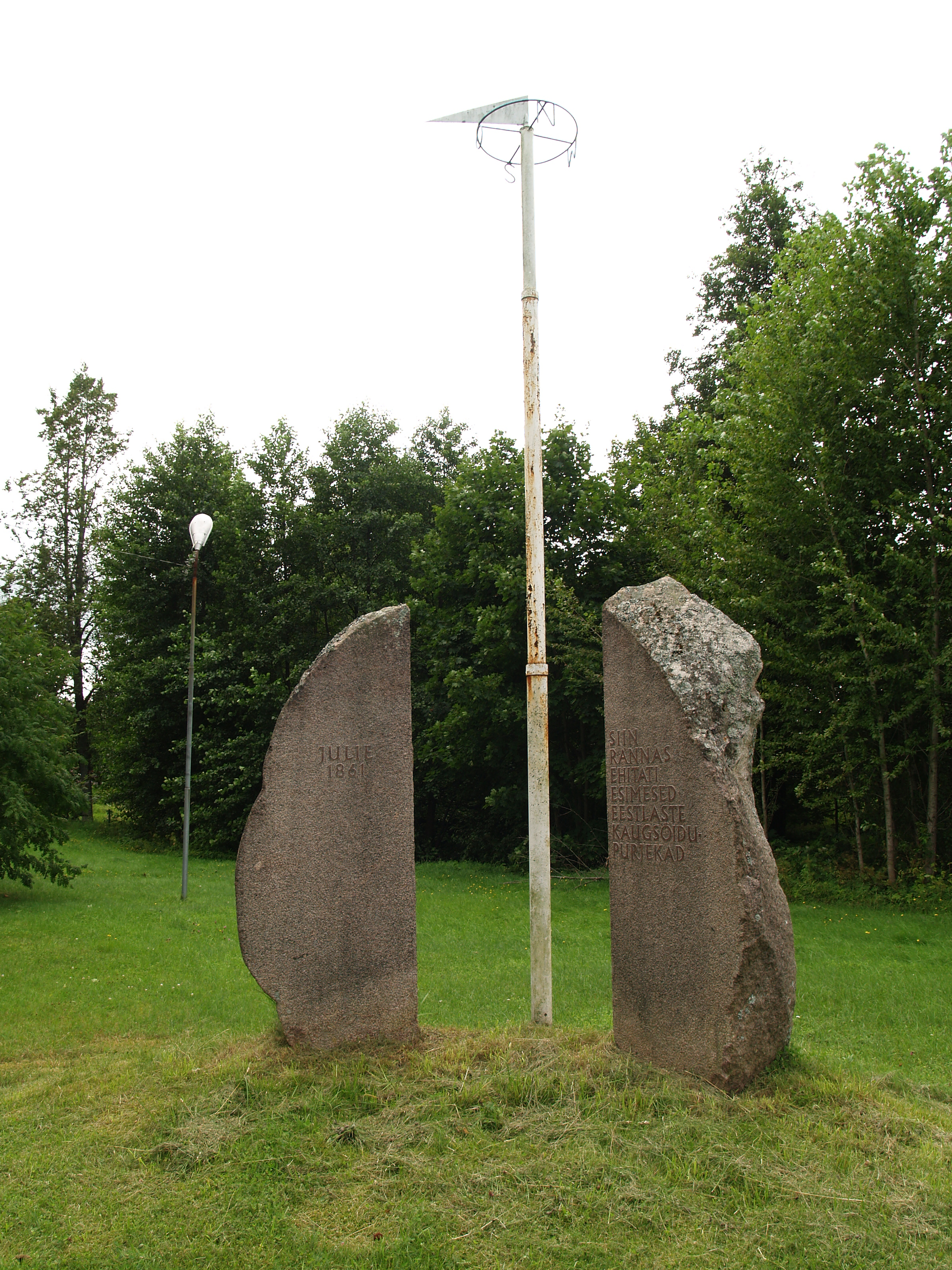
Gedenkteken voor het zeilschip Julie
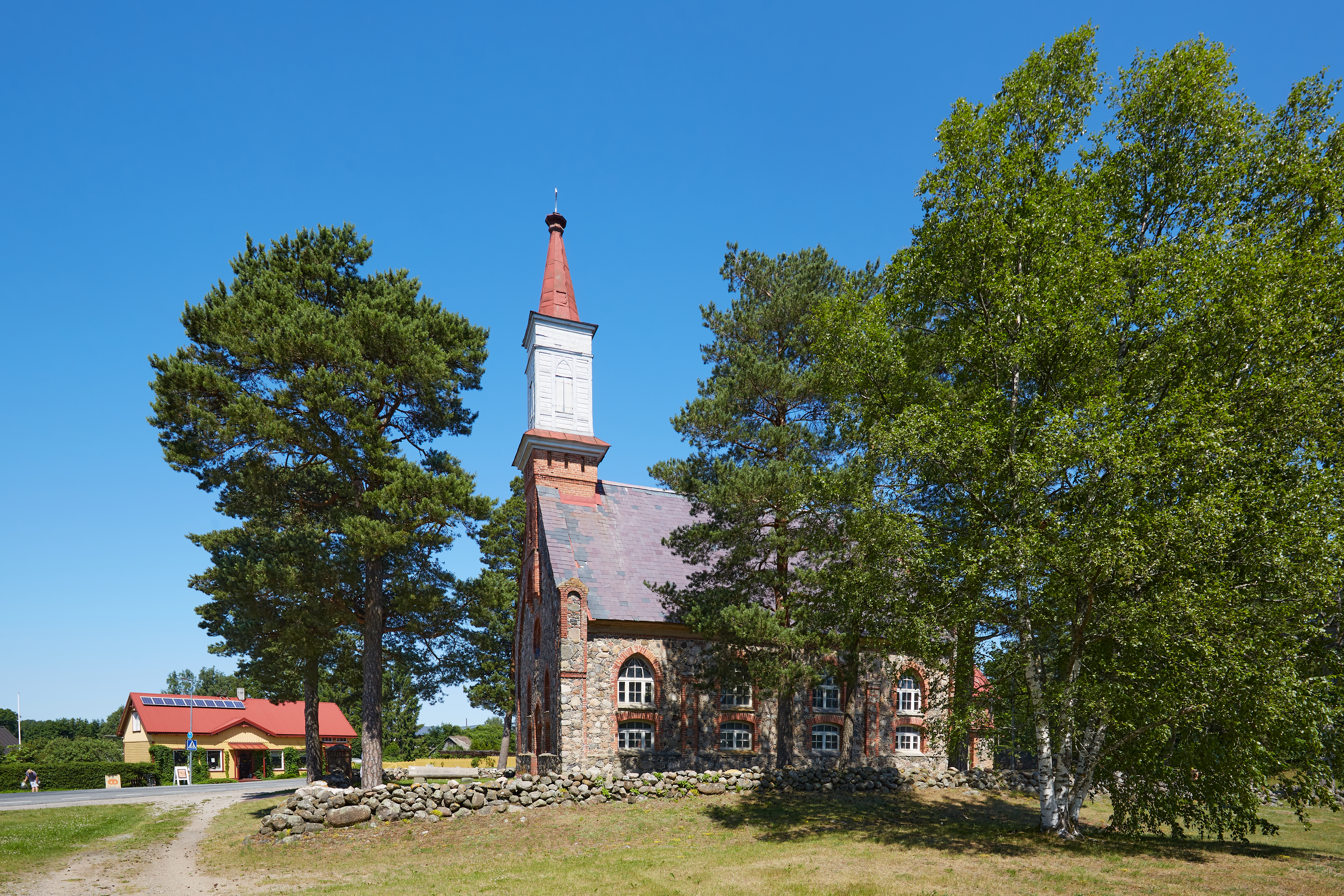
Omgeving van de lutherse kerk
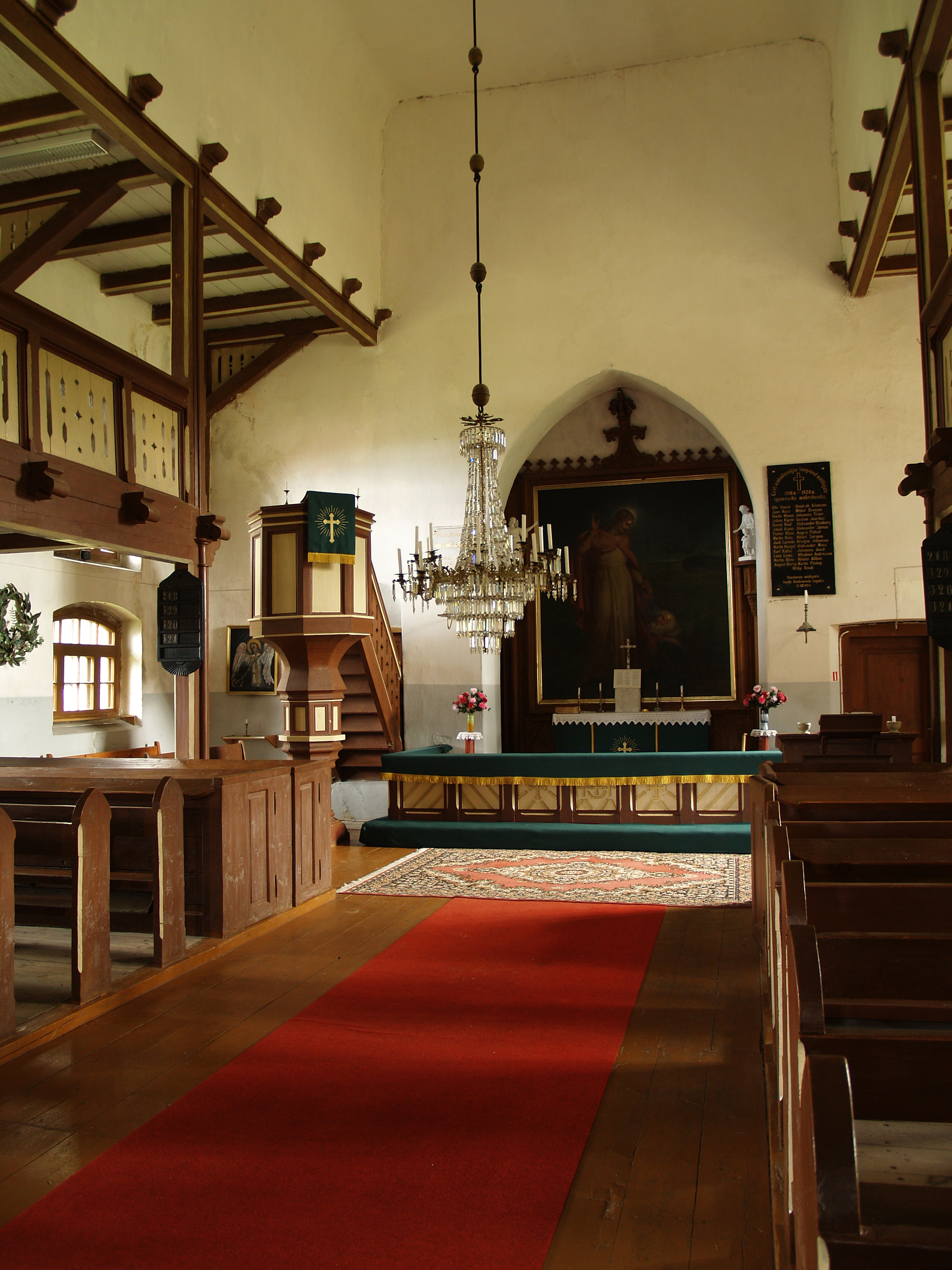
Interieur
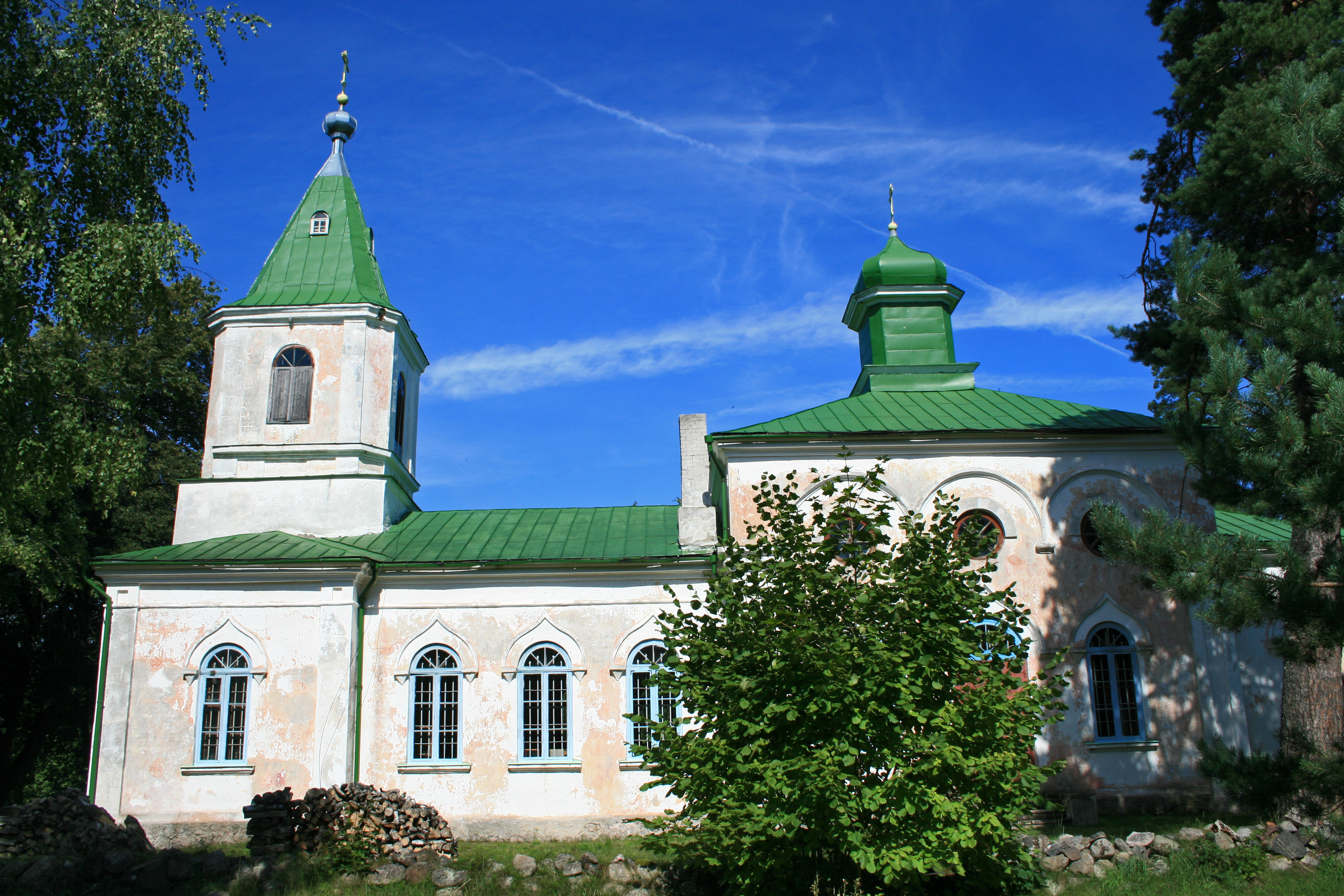
De orthodoxe kerk
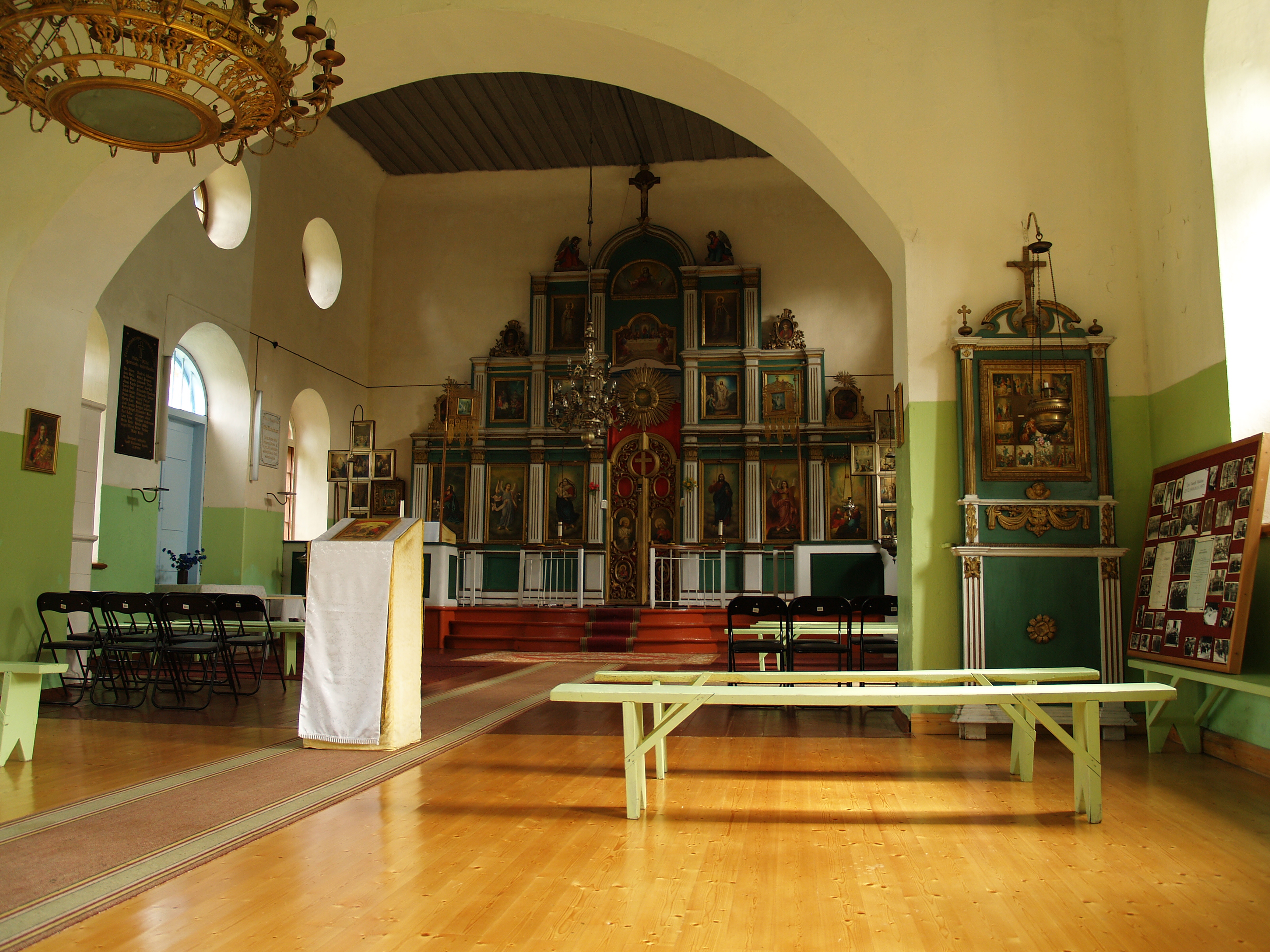
Interieur